# Fiorenzo Marini
Fiorenzo Marini, född 14 mars 1914 i Wien, död 25 januari 1991 i Chieri, var en italiensk fäktare.
Marini blev olympisk guldmedaljör i värja vid sommarspelen 1960 i Rom.